# Sivingani (Anzaldo)
Sivingani ist eine Ortschaft im Departamento Cochabamba im südamerikanischen Andenstaat Bolivien.

## Lage im Nahraum
Sivingani liegt in der Provinz Esteban Arce und ist eine Ortschaft des Cantón Anzaldo im Municipio Anzaldo südlich der fruchtbaren Hochebene des Valle Alto. Die Ortschaft liegt auf einer Höhe von 3201 m an einem der nordöstlichen Bergrücken, die den Río Caine begrenzen. Teil der Ortschaft ist die Bildungseinrichtung „Unidad Educativa Sivingani“.

## Geographie
Sivingani liegt im Übergangsbereich zwischen der Anden-Gebirgskette der Cordillera Central und dem bolivianischen Tiefland.
Die mittlere Durchschnittstemperatur der Region liegt bei etwa 18 °C (siehe Klimadiagramm Cochabamba) und schwankt nur unwesentlich zwischen 14 °C im Juni/Juli und 20 °C im Oktober/November. Der Jahresniederschlag beträgt nur rund 450 mm, bei einer ausgeprägten Trockenzeit von Mai bis September mit Monatsniederschlägen unter 10 mm und einer Feuchtezeit von Dezember bis Februar mit 90 bis 120 mm Monatsniederschlag.

## Verkehrsnetz
Sivingani liegt in einer Entfernung von 72 Straßenkilometern südöstlich von Cochabamba, der Hauptstadt des gleichnamigen Departamentos.
Von Cochabamba aus führt die asphaltierte Nationalstraße Ruta 7 in südöstlicher Richtung 33 Kilometer bis Tolata, von dort die Ruta 4305 über acht Kilometer weiter nach Süden über Cliza und Toco nach Anzaldo. Von dort aus folgt man weiter der Ruta 4305 nach Sivingani. Anschließend führt diese nach Chapini und dann auf Serpentinen hinab zum Río Caine, überquert den Fluss auf einer Brücke und erreicht das auf dem gegenüberliegenden Höhenzug gelegene Torno Ckasa.

## Bevölkerung
Die Einwohnerzahl der Ortschaft ist in dem Jahrzehnt zwischen den beiden letzten Volkszählungen auf weniger als die Hälfte zurückgegangen:
| Jahr | Einwohner         | Quelle       |
| ---- | ----------------- | ------------ |
| 1992 | keine Detaildaten | Volkszählung |
| 2001 | 104               | Volkszählung |
| 2012 | 41                | Volkszählung |
| 2024 |                   | Volkszählung |

Die Region weist einen hohen Anteil an Quechua-Bevölkerung auf, im Municipio Anzaldo sprechen 99,2 Prozent der Bevölkerung Quechua.